# Rhizopus americanus
Rhizopus americanus är en svampart som först beskrevs av Hesselt. & J.J. Ellis, och fick sitt nu gällande namn av R.Y. Zheng, G.Q. Chen & X.Y. Liu 2000. Rhizopus americanus ingår i släktet Rhizopus och familjen Mucoraceae.   Inga underarter finns listade i Catalogue of Life.